# Italo Pizzolante
Italo Pizzolante (Puerto Cabello, Venezuela, 2 de diciembre de 1928 - Valencia, 12 de marzo de 2011) fue un poeta, compositor, músico, profesor e ingeniero venezolano de ascendencia italiana.

## Biografía
La vocación musical de Italo Pizzolante comenzó en el hogar durante reuniones familiares siguiendo las inclinaciones musicales de su padre. Probablemente su más conocida canción sea «Motivos» que ha sido interpretada por: La Rondalla Venezolana, Los Panchos, Chucho Avellanet, Armando Manzanero, Alfredo Sadel, Vicente Fernández y más recientemente Luis Miguel. Esta canción fue compuesta el primero de diciembre de 1965 para dedicarla a sus amigos en una fiesta.
Otra canción popular de Pizzolante es «Mi Puerto Cabello», dedicada a su ciudad nativa. Fue cantada en la década de los sesenta por Felipe Pirela acompañado de la orquesta Billo's Caracas Boys. El 17 de julio de 1998 fue declarada como himno oficial de la ciudad de Puerto Cabello.
Con la canción «Provincianita» de su autoría, Pizzolante ganó su primer premio en el Primer Concurso de Música Venezolana de la Universidad Central de Venezuela donde se graduó de ingeniero civil. Representó a Venezuela en 1992 en el Festival del Bolero en La Habana, Cuba, obteniendo el primer lugar.
Recibió varios premios de instituciones gubernamentales como privadas incluso el de Caballero de la República Italiana. En su honor fue creada la "Orden Italo Pizzolante" en la Escuela de Ingeniería de Puerto Cabello. Otros reconocimientos incluyen las condecoraciones "Andrés Bello", "Mérito al Trabajo" en segunda clase, "Mérito Naval" en segunda clase, "Francisco de Miranda" en primera clase, "Diego de Losada" en primera Clase, "Sol de Carabobo", y en la ciudad de Puerto Cabello los premios "Bartolomé Salom".
También recibió homenajes en Valencia, Caracas, San Felipe, Barquisimeto, Valera, San Cristóbal, Maracaibo, Calabozo, Guarenas y Cumaná.
Casado con Nelly Margarita Negrón Hernández (Puerto Cabello, 17 de enero de 1934) con quien procreó cinco hijos. Falleció el 12 de marzo de 2011 producto de una neumonía, en la ciudad de Valencia, Estado Carabobo, Venezuela.
La familia de Italo Pizzolante cuenta con varias generaciones influenciadas por la música. Sus  hermanos  José Antonio, músico clásico y compositor de música venezolana, estudió con el Maestro Sojo; llegó a ganar una Mención Honorífica, Premio Nacional de Música en el año 1954, una de sus grandes piezas se llama "El afinador"; Duilio, es musicólogo y Teresita Pizzolante de Sabatino, fundadora de la Orquesta Sinfónica de Puerto Cabello. Su hijo Italo Pizzolante Negron ha ayudado en todo momento a la documentación de la obra musical de su padre. 
También destacan entre primos y sobrinos el pianista clásico Arnaldo Pizzolante Teppa, el cantautor Max Pizzolante y el compositor Antonio Pizzolante. Otros son Sergio Pizzolante, ejecutivo de televisión quien durante su paso por Sony Pictures Entertainment Networks Latin America, motorizó la realización del programa de talentos Latin American Idol. Ítalo Aquiles Pizzolante, miembro del trío Americania, quien hizo versiones pop de "Motivos", cuando a los 12 años comenzó a hacer música más formal.

## Estudio de grabación Italo Pizzolante
En el año 2013, la gestión del alcalde del Municipio Puerto Cabello, Rafael Lacava, inauguró en la Casa de la Cultura de la ciudad el Estudio de Grabación Profesional Italo Pizzolante con la finalidad de impulsar la carrera musical de todo aquel artista de la ciudad y más allá que deseara realizar una producción musical a nivel profesional.